# Gran Sasso

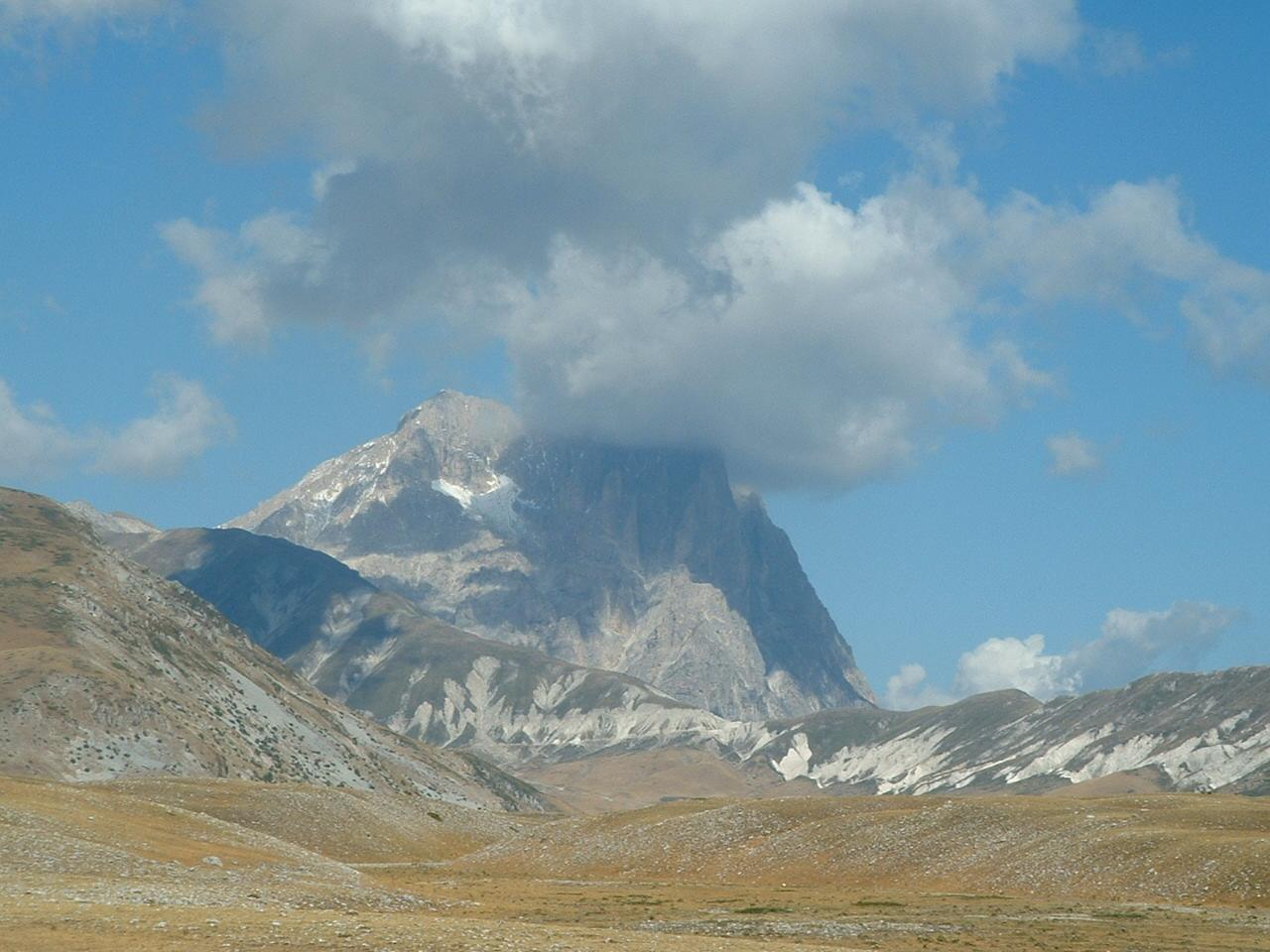
Gran Sasso in de wolken

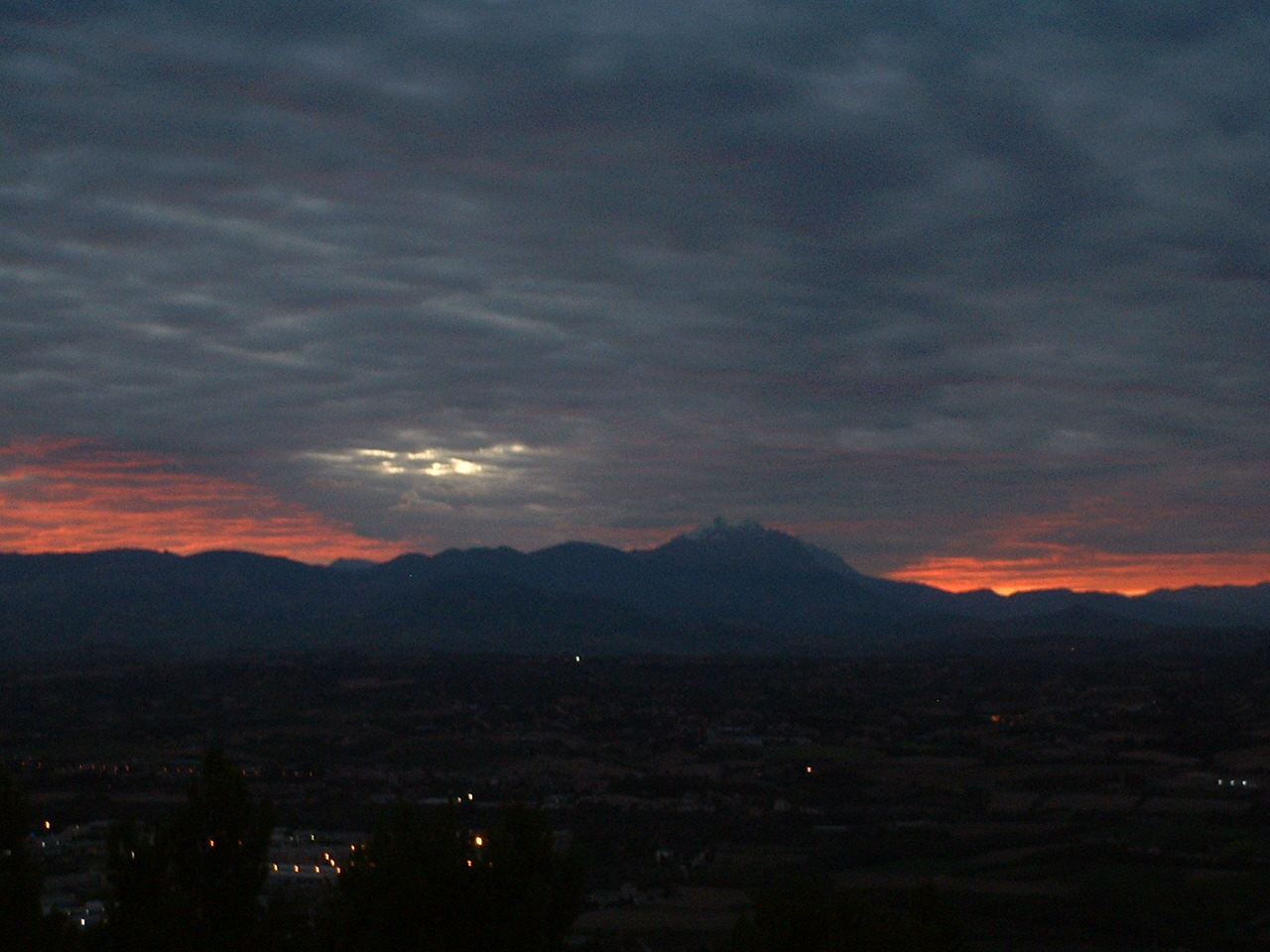
Gran Sasso in de avondschemering

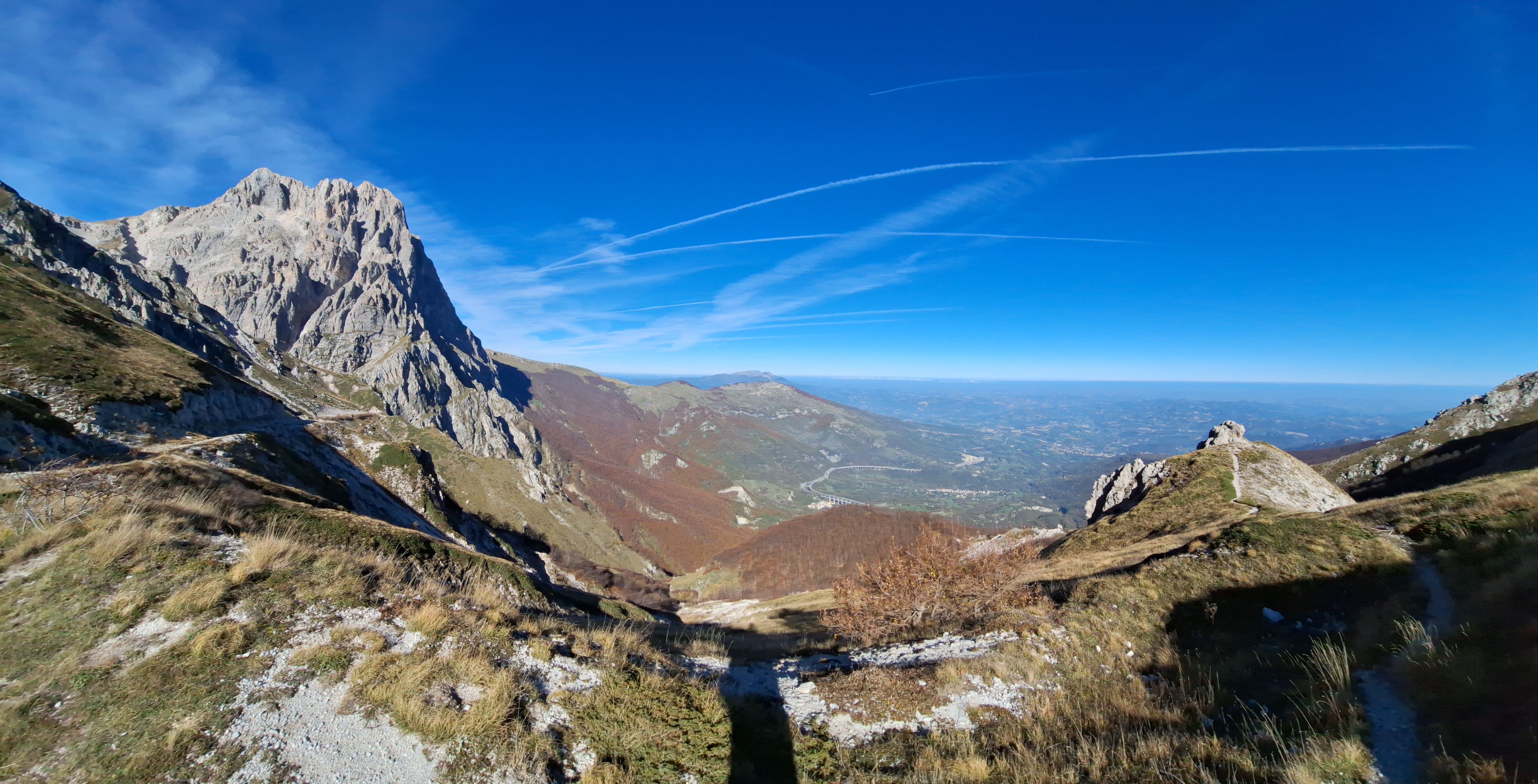
Gran Sasso en kustvlakte

De Gran Sasso d'Italia  (vertaald: grote steen van Italië) is een bergmassief op de grens van de provincies L'Aquila, Teramo en Pescara in de Abruzzen, een regio in Italië. Het ligt in het Nationaal Park Gran Sasso e Monti della Laga. Onderdeel van het massief is de Corno Grande (2912 m), de hoogste berg van de Apennijnen.

## Bijzonderheden
Op de oostflank van de Gran Sasso, bij de Corno Grande, ligt de Calderonegletscher. Dit is de zuidelijkste gletsjer van Europa sinds de Corral di Veletagletscher in de Spaanse Sierra Nevada is weggesmolten. Ten zuiden van de Corno Grande strekt zich de Campo Imperatore uit, een enorme hoogvlakte die bekendstaat om haar bloemenpracht in de lente en zomer. Over de vlakte voert een goede weg naar het hotel "Campo Imperatore" dat op 2130 meter hoogte ligt. Het is het vertrekpunt voor vele wandelingen, waarvan er een aantal naar de 2912 meter hoge Corno Grande leiden. Ten noorden van de berg ligt de Campo Pericoli, eveneens een hoogvlakte.

### Tunnel en Laboratori Nazionali del Gran Sasso
In 1984 werd een 10 km lange tunnelbuis door het Gran Sasso-massief geopend voor de snelweg A24 tussen Rome en Teramo. In 1993 werd een tweede tunnelbuis geopend. Deze tunnelverbinding, de Gran Sassotunnel, omvat ook een ondergronds laboratoriumcomplex voor deeltjesfysica, de Laboratori Nazionali del Gran Sasso. Soms wordt het gedeelte waar het laboratoriumcomplex ligt ook de derde tunnel genoemd. Het laboratoriumcomplex bevindt zich 1400 meter onder het rotsmassief. Tegen de tweede tunnel en het laboratorium werd veel protest gevoerd door vele milieubewegingen. Er werd betoogd dat het kernfysische laboratorium op twee actieve seismische breuklijnen kwam te liggen en dat er ook waterbronnen in gevaar kwamen.
Het ondergrondse laboratorium, door de zware rotsen afgeschermd tegen de kosmische achtergrondstraling, werd in 1989 geopend. Er vinden studies en experimenten plaats aan neutrino’s, aan donkere materie en nucleair verval, verder is het een plaats voor geologische en biologische studies. De neutrinodetector is afgekoeld tot 82 kelvin. Er werken 700 geleerden uit twintig verschillende landen.

## Belangrijkste bergtoppen
- 2912 m Corno Grande (Vetta Occidentale)
- 2655 m Corno Piccolo
- 2635 m Pizzo Intermesoli
- 2623 m Monte Corvo
- 2564 m Monte Camicia
- 2561 m Monte Prena
- 2533 m Pizzo Cefalone
- 2494 m Monte Aquila
- 2469 m Monte Infornace
- 2444 m Cima delle Malecoste
- 2385 m Monte Portella
- 2385 m Monte Brancastello
- 2362 m Torre di Casanova
- 2332 m Monte Camarda
- 2331 m Monte Tremoggia
- 2282 m Picco Pio XI
- 2233 m Monte della Scindarella
- 2214 m Pizzo S. Gabriele
- 2208 m Monte Ienca
- 2132 m Monte S. Franco
- 2027 m Monte Siella

Een vroegere piek “De Gendarmerie” werd in 2005 omgenoemd in Johannes Paulus II-piek. De paus had de Gran Sasso dikwijls bezocht en gezegd dat het gebergte hem aan zijn geboorteregio en Polen herinnerde.

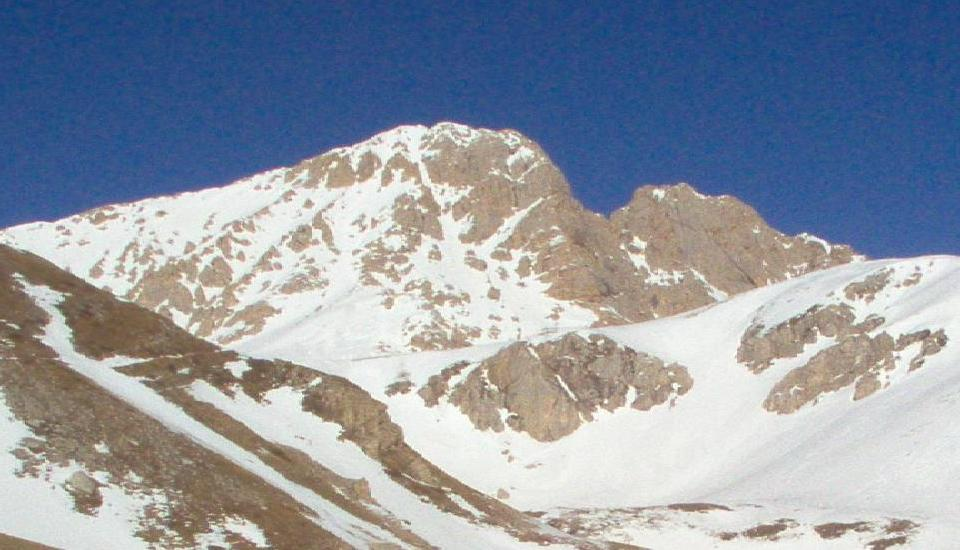
In de winter
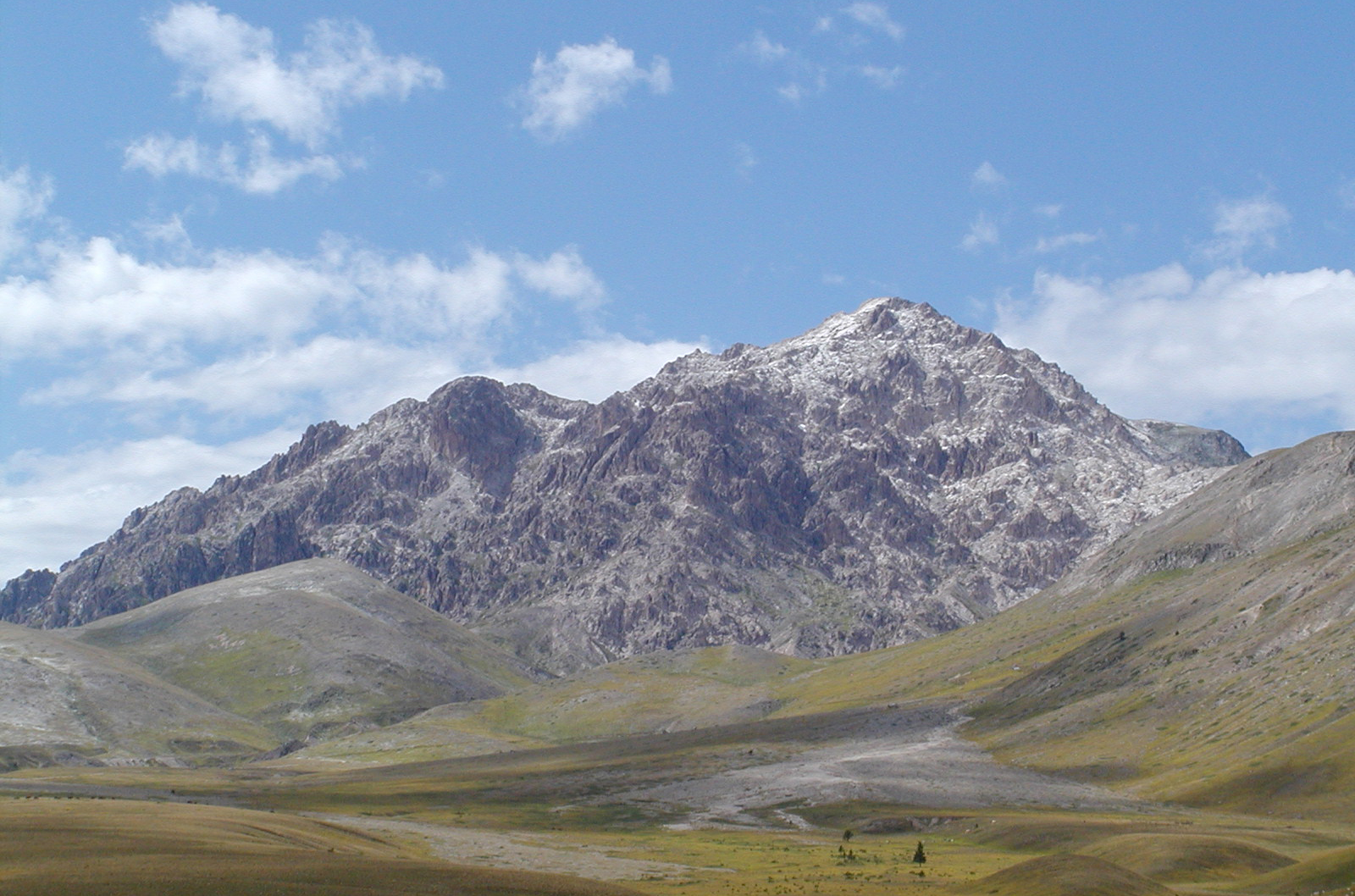
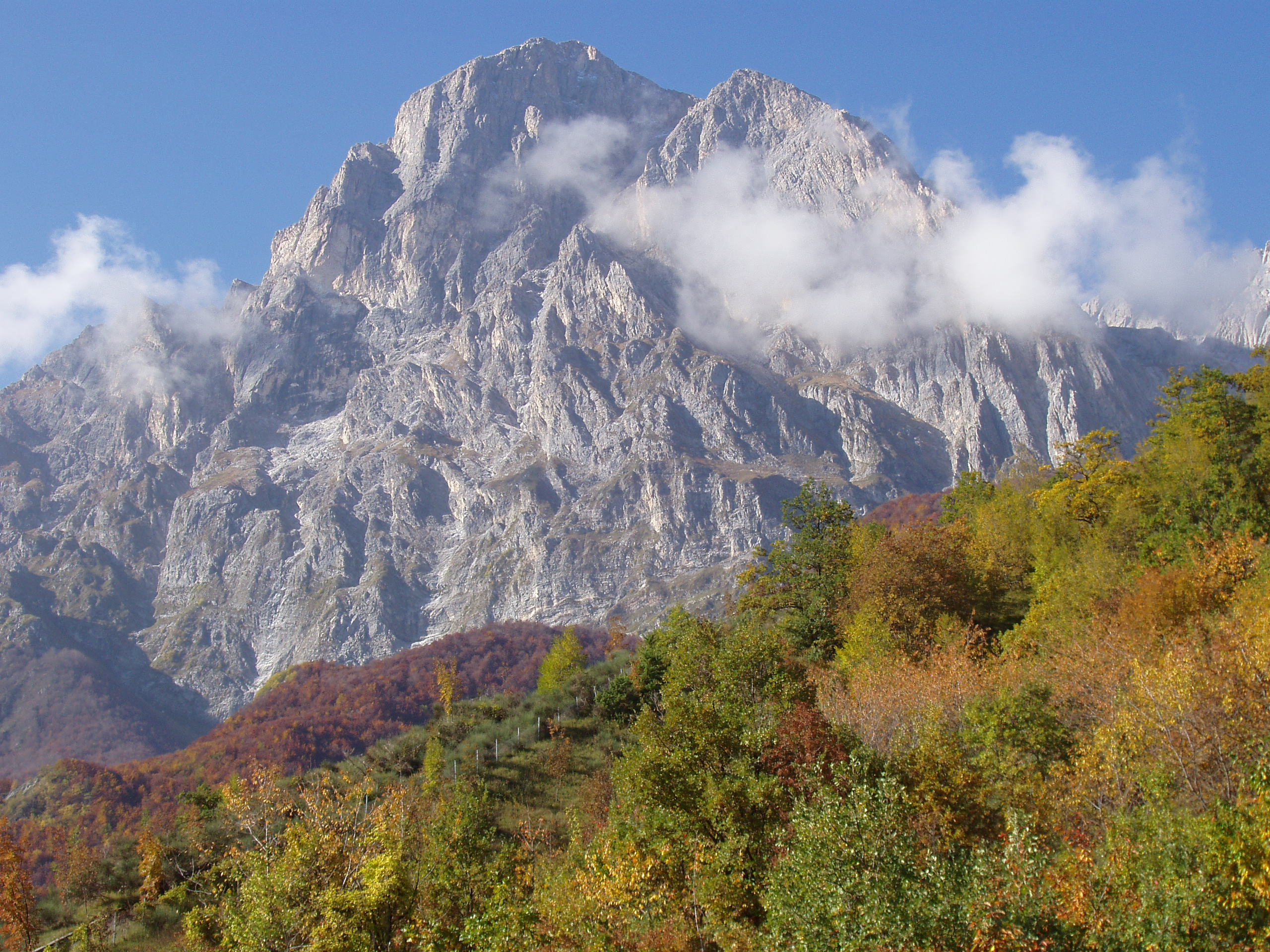
gezien vanuit het noorden

## Trivia
Op de berg werd Benito Mussolini in juli 1943 na zijn arrestatie op last van de regering Badoglio gevangen gehouden. Op 12 september 1943 werd hij daar door Duitse elitetroepen onder leiding van Otto Skorzeny onder de codenaam Unternehmen Eiche bevrijd.